# Reichenau (Innsbruck)
Die Reichenau ist ein Stadtteil im Osten von Innsbruck mit 12.133 Einwohnern (Stand April 2014), der nach dem Zweiten Weltkrieg als Wohngebiet neu angelegt wurde.

## Lage und statistische Daten
Die Reichenau ist ein statistischer Stadtteil der Stadt Innsbruck, der zur Fraktion und Katastralgemeinde Pradl gehört. Er wird im Norden durch Sill und Inn, im Osten durch den Langen Weg, im Südwesten und Westen durch Egerdachstraße, Kravoglstraße, Reichenauer Straße und Fennerstraße begrenzt. Die Reichenau grenzt an die statistischen Stadtteile (im Uhrzeigersinn von Norden) Gewerbegebiet Mühlau/Arzl, Gewerbegebiet Roßau, Amras, Pradl und Dreiheiligen-Schlachthof.
Der Stadtteil besteht aus den beiden statistischen Bezirken (Zählbezirken) Reichenau-West (57,7 ha, 6966 Einwohner, 344 Gebäude) und Reichenau-Ost (43,8 ha, 5167 Einwohner, 136 Gebäude; Stand April 2014), die durch Radetzkystraße und General-Eccher-Straße getrennt werden. Der Stadtteil hat damit 12.133 Einwohner und eine Bevölkerungsdichte von 11.954 Einwohnern/km². 15,3 % der Bevölkerung sind jünger als 15 Jahre, 24,7 % älter als 65. Der Ausländeranteil beträgt 12,6 %. Die Reichenau weist damit die dritthöchste Kinderquote und die zweithöchste Seniorenquote aller Innsbrucker Stadtteile auf.

## Geschichte

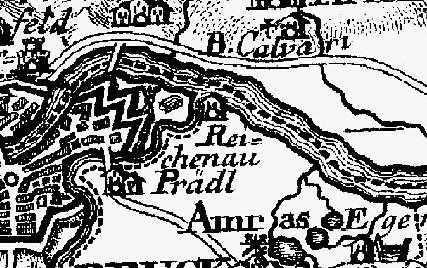
Die Reichenau im Atlas Tyrolensis von 1774

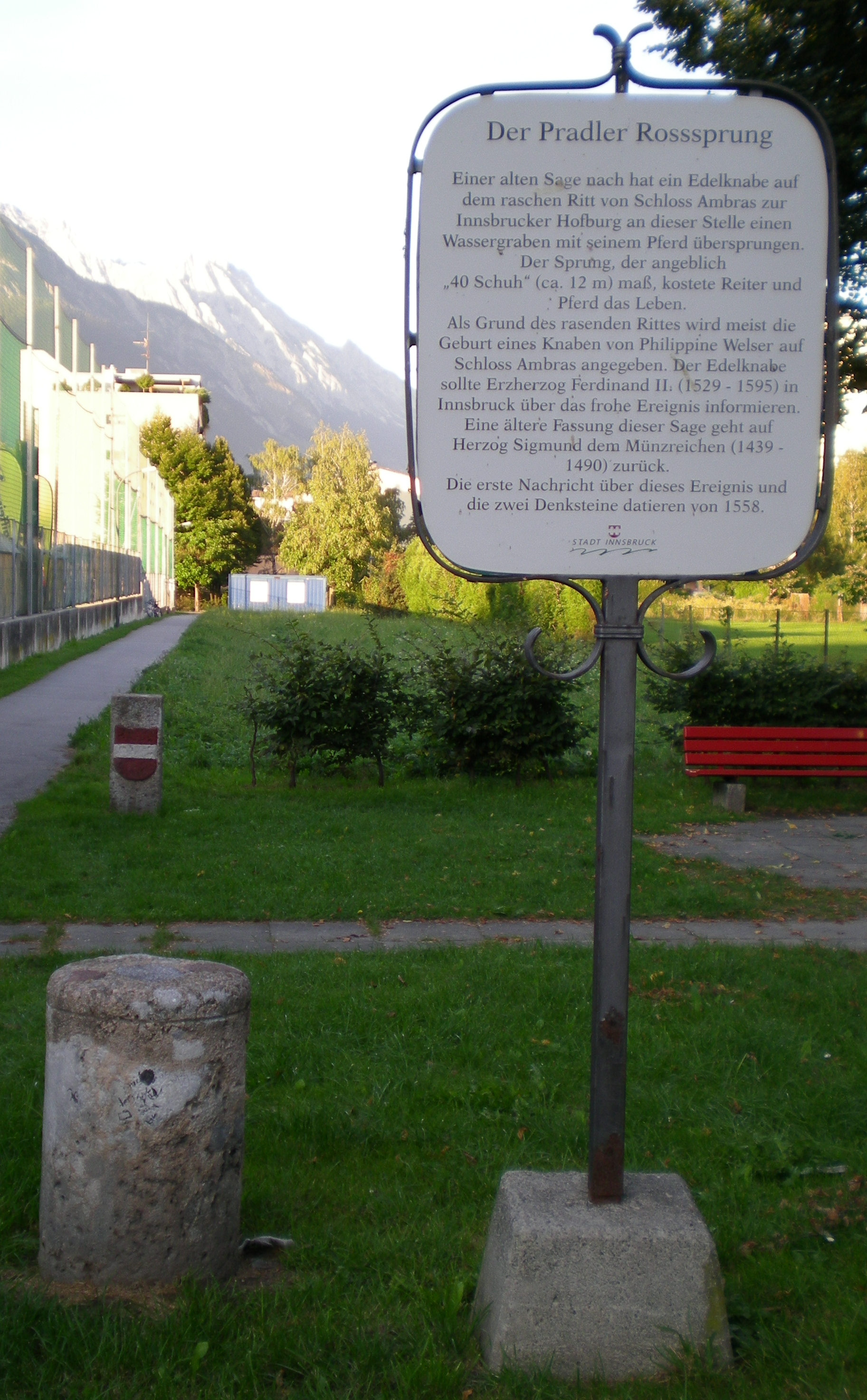
Der Rosssprung

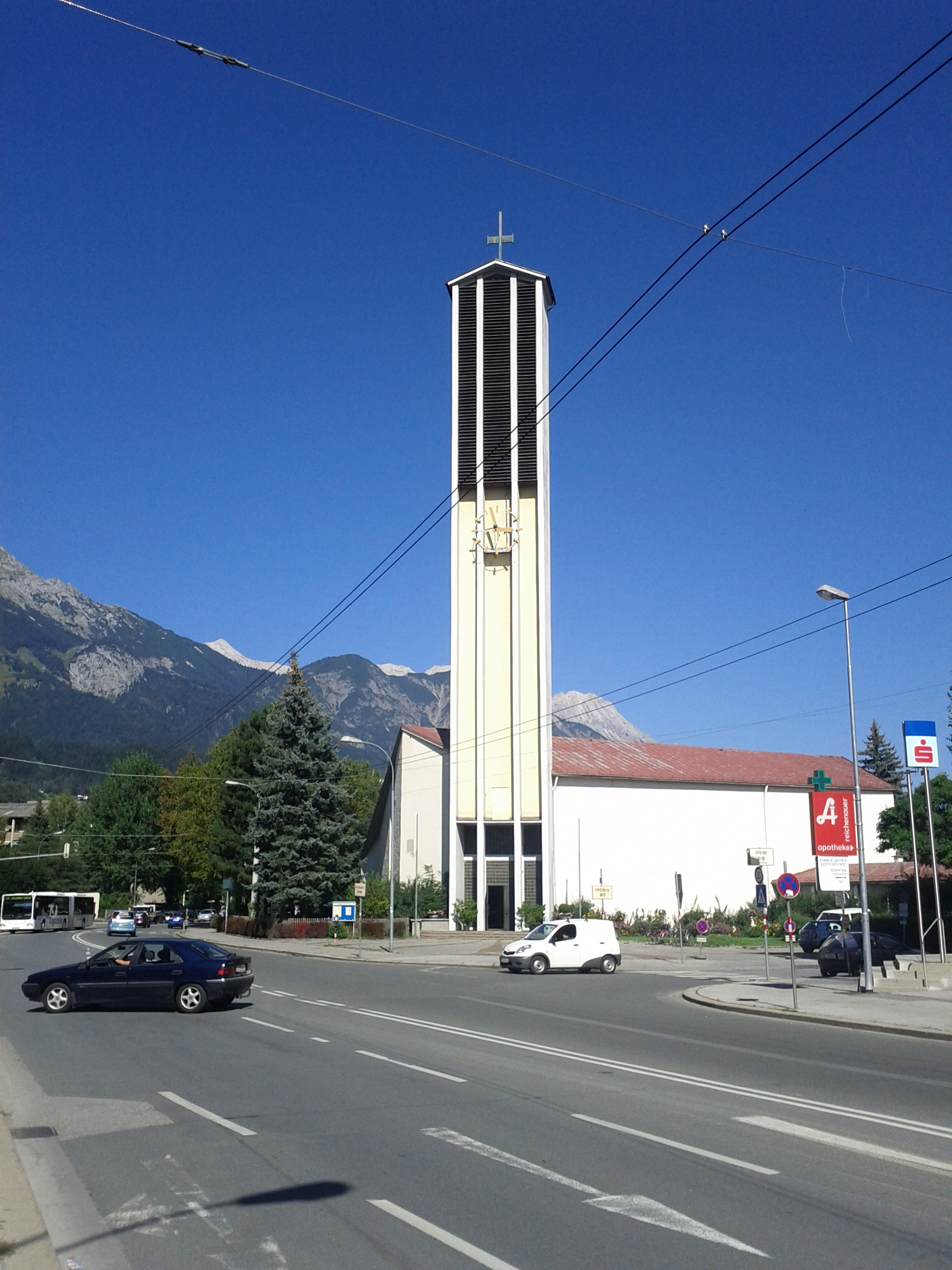
Die Pauluskirche an der Reichenauer Straße

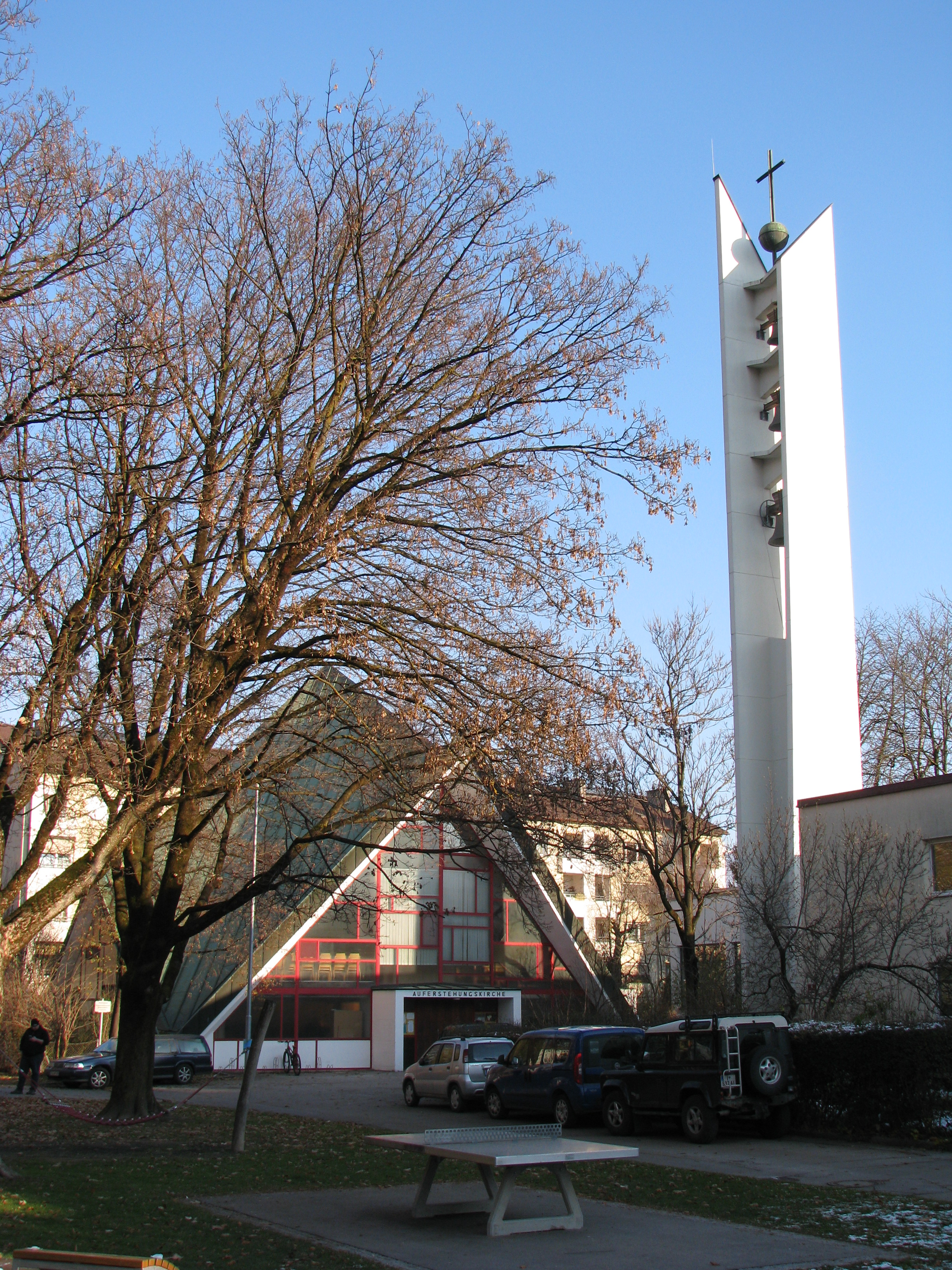
Die evangelische Auferstehungskirche

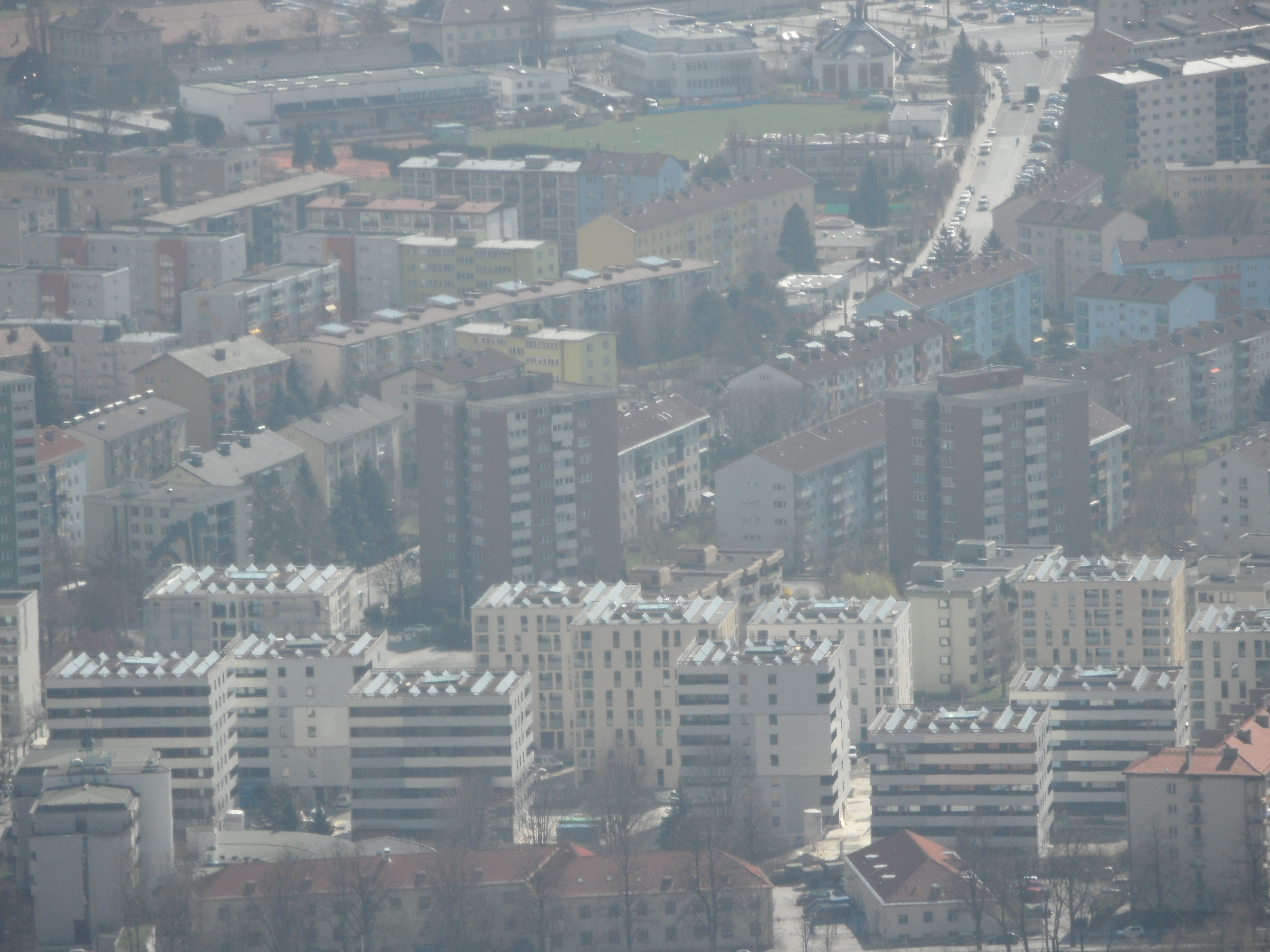
Wohnbebauung im Bereich Reichenauer Straße/Radetzkystraße

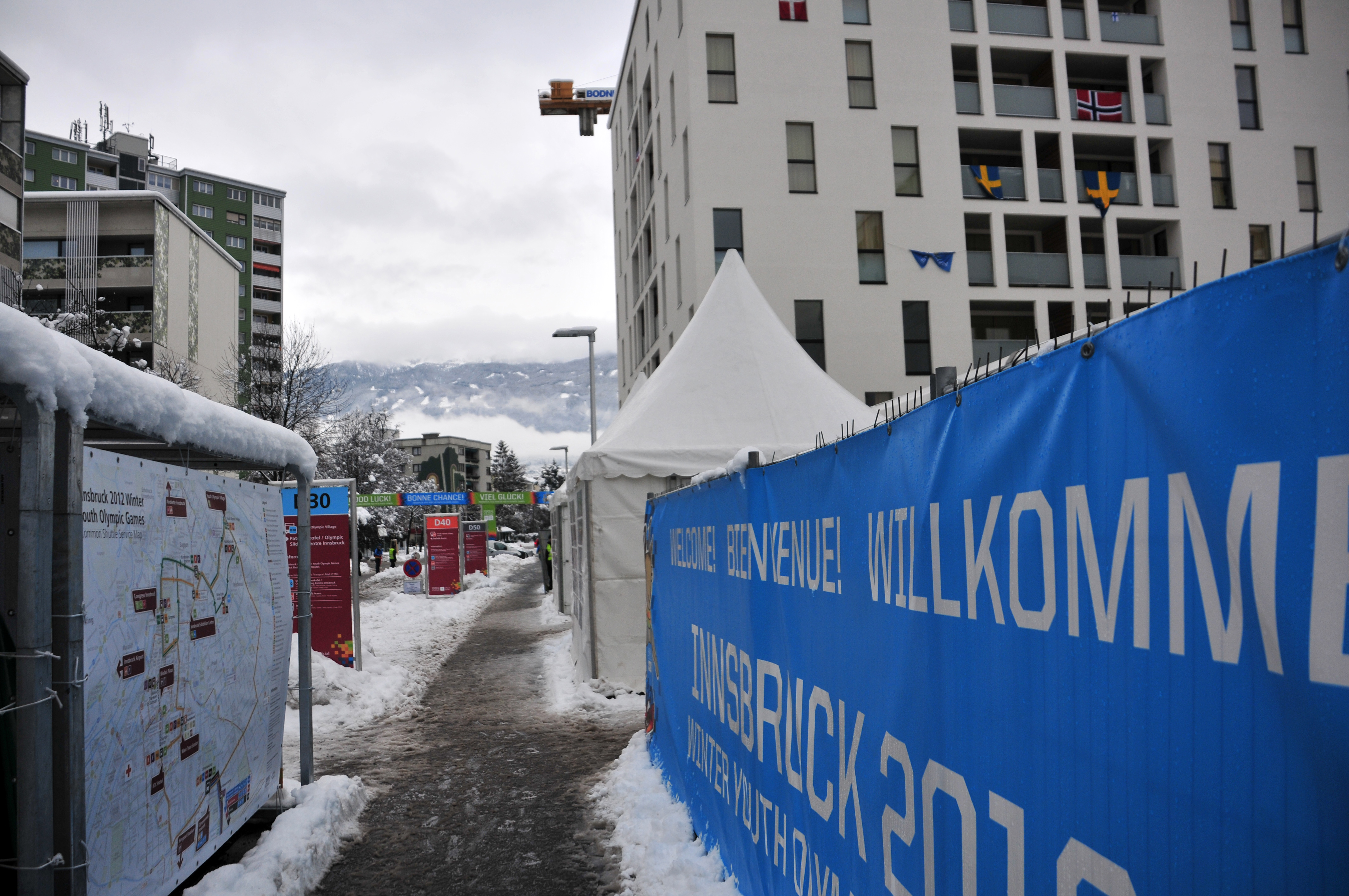
Das dritte Olympische Dorf während der Jugendspiele

Die Reichenau war ursprünglich ein zur Gemeinde Amras gehörendes Augebiet an der Mündung der Sill in den Inn, das 1288 erstmals im Tiroler Gesamturbar von Graf Meinhard II. als datz Omras in der Owe erwähnt wurde. Schon davor wurde vermutlich mit der Rodung und Entwässerung der Au begonnen, um Weideland zu gewinnen.
Der Name Reichenau taucht erstmals in einer Urkunde von 1461 auf, als Herzog Sigmund der Münzreiche ain Wismad und Grund, Raut oder Reychnaw genannt seinen getreuen Leuten im Dorf Amras verlieh. Der Name Reichenau deutet darauf hin, dass das Gebiet durch Brandrodung urbar gemacht worden ist.
Während der Regierungszeit Herzog Sigmunds (1446–1490) soll sich im Bereich der heutigen Egerdachstraße der Rosssprung zugetragen haben, über den im Tiroler Landreim von 1558 berichtet wird. Dabei soll ein Edelknabe mit seinem Pferd unversehrt einen rund 12 Meter breiten Graben übersprungen haben. Später wurde die Stelle des Sprungs durch zwei Gedenksteine aus Höttinger Breccie gekennzeichnet. Einer davon, auf der einen Seite mit dem Bindenschild, auf der anderen mit einem einfachen Kreuz versehen, ist erhalten, der zweite wurde im 20. Jahrhundert ersetzt.
Seit dem 15. Jahrhundert ist der Reichenauer Gutshof nachweisbar, der im landesfürstlichen Besitz war und der Versorgung des Innsbrucker Hofes diente. Er umfasste mehrere Gebäude und rund 50 ha landwirtschaftlichen Grund. Nach dem Aussterben der jüngeren Tiroler Linie der Habsburger wurde der Gutshof an den Grafen Johann von Spaur verkauft. Bis 1812 gehörte er der Familie von Spaur, danach wechselte er mehrmals den Besitzer. 1902 kaufte ihn die Stadt Innsbruck, er diente insbesondere der Milchversorgung der Stadt.
1904 wurde die Fraktion Pradl und damit auch die Reichenau von der Gemeinde Amras abgetrennt und nach Innsbruck eingemeindet.
Am 1. Juni 1925 wurde in der Reichenau der erste Innsbrucker Flughafen eröffnet. Er diente nicht nur der Sportfliegerei, sondern es wurden auch von der Österreichischen Luftverkehrs-Aktiengesellschaft und der Süddeutschen Lufthansa Linienflüge mit fünfsitzigen Fokker- und Junkers-Maschinen nach München, Wien und Zürich durchgeführt. Im Zweiten Weltkrieg wurde der Flughafen aufgelassen und 1947 an den heutigen Standort in der Höttinger Au verlegt.
In der Zeit der Wohnungsnot in den 1930er Jahren entstand im Südosten der noch weitgehend unbebauten Reichenau eine ungeordnete Siedlung, die später nach einem ihrer Bewohner Bocksiedlung genannt wurde. Diese bestand aus Holzbaracken, Wellblechhäusern und Zirkuswohnwagen, aber auch einigen Ziegel- und Betonbauten. Durch die beengten Wohnverhältnisse und schwierigen Lebensbedingungen hatten die Bewohner einen schlechten Ruf. Ab Ende der 1950er Jahre versuchte die Stadt, die Bewohner in städtische Wohnungen umzusiedeln. Nach einem Brand in der Siedlung 1963 begann der Abriss der restlichen Gebäude, die durch neue Wohnblöcke ersetzt wurden.
Von 1941 bis 1945 befand sich im Gebiet der Roßau das Lager Reichenau, ein ursprünglich als Auffanglager geplantes Arbeitserziehungslager der Gestapo. Auf dem ehemaligen Lagergrundstück erinnert seit 1972 ein Gedenkstein an die Opfer des Lagers.
Nach dem Zweiten Weltkrieg herrschte in Innsbruck, bedingt vor allem durch Zuzug, große Wohnungsnot. Der Gemeinderat beschloss daher am 16. Oktober 1952, den Gutshof zu schließen und auf dem Areal, inklusive desjenigen des ehemaligen Flughafens, ein neues Wohnviertel zu errichten, das sich rasch zu einem Stadtteil mit über 10.000 Einwohnern entwickelte. 1959/60 wurde die katholische Pauluskirche erbaut, 1962/64 in direkter Nachbarschaft die evangelische Auferstehungskirche. 1963/65 entstand das Bundesrealgymnasium Reithmannstraße, 1965/68 die Doppelvolksschule Reichenau, 1967/71 die Hauptschule Reichenau. Der Gutshof mit Nebengebäuden wurde 1970 abgerissen.
Für die Olympischen Jugend-Winterspiele 2012 wurde anstelle der aufgelassenen Eugen-Kaserne das dritte Olympische Dorf errichtet. Die 13 Gebäude in Passivhaus-Bauweise mit 444 Wohnungen wurden während der Spiele von 1000 Athleten bewohnt.

## Wappen
Blasonierung: Der gespaltene Schild zeigt im weißen vorderen Feld auf grünem Schildfuß eine Darstellung des Roßsprungsteines mit österreichischem Bindenschild und Kreuz, im roten hinteren Feld hingegen schräg gekreuzt das goldene, gesenkte Schwert des hl. Apostels Paulus und den goldenen Abtstab mit schwarzer Schlange des hl. Abtbischofs Pirmin, an der sich unten eine schwarze Schlange vom Boden aufschlängelt.
Da in Tirol nur Gemeinden dazu berechtigt sind, führt die Reichenau kein offizielles Wappen. Wie für die anderen Innsbrucker Stadtteile wurde aber ein inoffizielles Stadtteilwappen entworfen, das 1990 von den Vereinen der Reichenau angenommen wurde. Es erinnert mit dem Rosssprungstein an die Geschichte des Stadtteils und mit Schwert und Abtstab an die beiden Kirchenpatrone.

## Infrastruktur und Verkehr

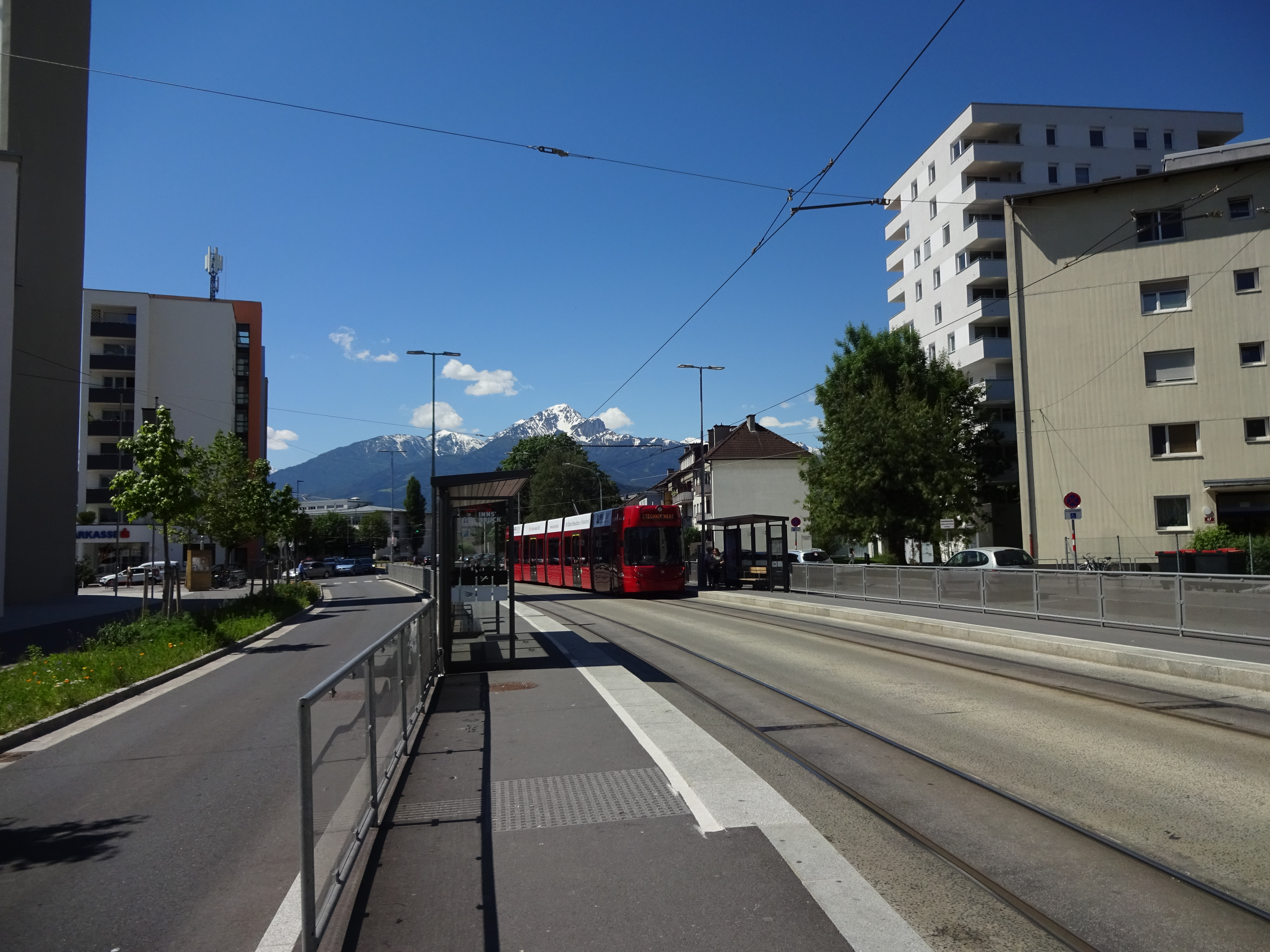
Straßenbahn an der Haltestelle Pauluskirche

Während es in der Entstehungszeit des neuen Stadtteils noch eine vielfältige Nutzung, u. a. durch Gewerbe, eine Kaserne oder einen Campingplatz, gab, ist die Reichenau heute praktisch ein reines Wohngebiet. Die Infrastruktur orientiert sich daher an den lokalen Bedürfnissen. Die Reichenau verfügt über mehrere Kindergärten, eine Volksschule, eine neue Mittelschule und ein Gymnasium (BG/BRG Reithmannstraße). Auf ihrem Gebiet befinden sich zwei katholische Pfarrkirchen (St. Paulus und St. Pirmin) sowie die evangelische Auferstehungskirche.
Hauptverkehrsachse ist die Reichenauer Straße, die in einem Bogen parallel zu Sill und Inn von Westen (Pradl) nach Osten (Grenobler Brücke/Langer Weg) durch den Stadtteil verläuft. Bedeutende Querstraßen sind die Andechsstraße und die Radetzkystraße.
Zwei große Grünanlagen mit Spielplätzen und Freizeiteinrichtungen ziehen sich in Ost-West-Richtung durch den Stadtteil, entlang von Sill und Inn sowie der Gutshofweg südlich der Reichenauer Straße.
Die Reichenau wurde ursprünglich durch die IVB-Buslinien R und O, die von 1988 bis 2007 als Obuslinien betrieben wurden, bedient. Die Linie O wurde 2019 durch eine Straßenbahn (Linien 2 und 5) ersetzt. Daneben berühren auch die Buslinien C, F und T den Stadtteil.
Schon bald nach dem Entstehen des neuen Stadtteils wurden die ersten eigenständigen Vereine gegründet. So verfügt die Reichenau heute u. a. über eine Freiwillige Feuerwehr, eine Schützenkompanie, eine Musikkapelle und als bedeutendsten Sportverein die SVG Reichenau, deren Sektion Fußball etliche Jahre in der Regionalliga West, der dritthöchsten Spielklasse Österreichs, spielte.